# Lasioglossum nummatum
Lasioglossum nummatum är en biart som först beskrevs av Karl V. Krombein 1950.
Lasioglossum nummatum ingår i släktet smalbin, och familjen vägbin. Inga underarter finns listade i Catalogue of Life.